# Korean Air

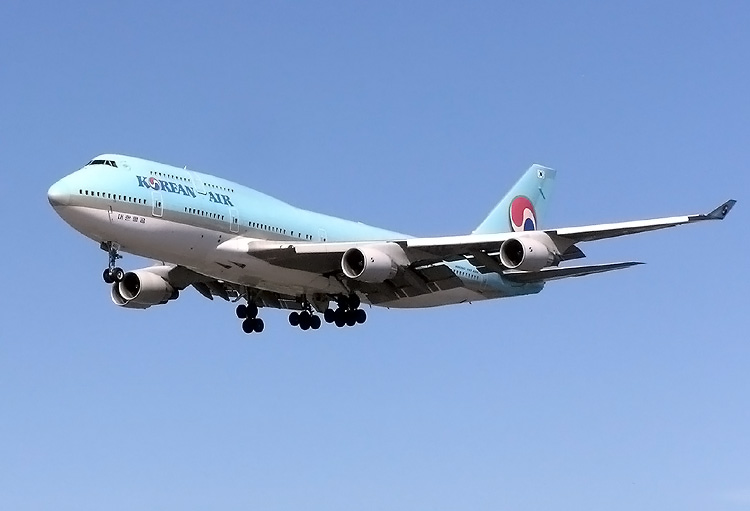
Korean Air Boeing 747-400

Korean Air (대한항공 Daehan Hanggong) este cea mai mare companie aeriană din Coreea de Sud, cu baza în Seul, pe Aeroportul Internațional Incheon.
1. ↑  Global LEI index, accesat în 17 septembrie 2024